# ハッピーですか?
『ハッピーですか?』は、日本テレビ系列の『金曜劇場』（毎週金曜 21:00 - 21:54で放映されていたテレビドラマ。放映期間は1978年4月7日から1978年6月30日。

## 概要
東京・下町のある二つの家族。一方は雑貨屋だが、その店の中で区切られたひと隅で代書屋を営んでいる、頑固で口やかましい性格の元教師・村木晋平と、雑貨屋を経営する優しいしっかり者のその妻・マサ子、そんな両親がわずらわしくて独立を考えているものの、妙に両親のことが心配なことから同居し続けている息子の学の一家。もう一方は焼肉店「万花苑」で、そこの主人で保護司もしている吉川謙吉とその娘・ヒロミの一家。ふとしたきっかけで、学が万花苑で働くようになった。この二つの家庭を中心にコミカルに描いた。
平均視聴率は7〜8％と低迷し、1978年9月まで26回の放送を予定していたが半分の13回で打ち切られた。

## 内容
「ハッピー君」と呼ばれている学の兄の勉の一家がマンションへ引っ越す日、勉がはしゃいでいる一方で学はしょんぼり。学は勉に紹介された勤務先を解雇されたばかりだった。そして学は街へ出掛けるが、その先で財布を拾った。金は入ってなかったがはがきが入っていた。そのはがきの内容から持ち主は女子大生の香苗とわかり、そして彼女との運命的な出会いが待っているのだった。

## キャスト
- 村木学：江藤潤
- 小磯香苗：桃井かおり
- 村木勉：田中邦衛
- 吉川ヒロミ（謙吉の娘）：岡田奈々
- 唐傘立夫（学の友人）：泉谷しげる
- 亜紀：ホーン・ユキ
  - 勉の隣室の住人で、キャバレー「女子大学」のホステス。
- 留吉：河原裕昌
- 東郷刑事：志賀勝
- 村木一太郎（勉の息子）：田沢充
- 村木公子（勉の妻）：朝丘雪路
- 小磯富次（香苗の父）：西村晃
- 吉川謙吉：ハナ肇
- 村木マサ子：葦原邦子
- 村木晋平：伴淳三郎

## スタッフ
- プロデューサー：永野保徳
- 原案：森﨑東
- 制作：梅谷茂
- 脚本：森崎東（第1話 - 6話、8話 - 13話）、布勢博一（第7話）
- 演出：矢野義幸（第1話 - 3話、6話、7話、10話 - 13話）、新沢浩（第4話、5話、8話、9話）
- 制作著作：日本テレビ

## 放送日程と視聴率
| 話数 | 放送日        | 視聴率 |
| ---- | ------------- | ------ |
| 1    | 1978年4月7日  | 10.2%  |
| 2    | 1978年4月14日 | 7.8%   |
| 3    | 1978年4月21日 | 8.1%   |
| 4    | 1978年4月28日 | 9.1%   |
| 5    | 1978年5月5日  | 8.7%   |
| 6    | 1978年5月12日 | 6.8%   |
| 7    | 1978年5月19日 | 9.0%   |
| 8    | 1978年5月26日 | 7.1%   |
| 9    | 1978年6月2日  | 8.2%   |
| 10   | 1978年6月9日  | 6.1%   |
| 11   | 1978年6月16日 | 9.7%   |
| 12   | 1978年6月23日 | 7.6%   |
| 13   | 1978年6月30日 | 9.4%   |